# Barbara Bel Geddes
Barbara Bel Geddes (31 de octubre de 1922 - 8 de agosto de 2005) fue una actriz estadounidense nominada al premio Oscar.

## Biografía
Hija de Helen Belle Sneider y del diseñador Norman Bel Geddes, Barbara Bel Geddes comenzó a actuar a los dieciocho años, y madurando como artista en los escenarios de Broadway. 
Al parecer, Bel no es un apellido, sino el apodo de su madre, que su padre utilizó para hacer su nombre más artístico. Dio el salto al cine en 1947, con 25 años, y acaparando desde el primer momento un gran éxito que se consolidaría en 1948, cuando fue nominada al Oscar a la mejor actriz de reparto por su papel en I remember Mama. Su trabajo con Alfred Hitchcock en 1958 en Vertigo interpretando a la amiga del atormentado policía James Stewart le valió mayor fama.
Su actuación más recordada en el teatro fue la que le proporcionó la nominación a un premio Tony en 1956, el papel de Maggie en Cat on a Hot Tin Roof de Tennessee Williams, pero conseguiría la fama mundial en la pequeña pantalla y a finales de los años 70s, cuando interpretó a Ellie Ewing Farlow en Dallas, serie de televisión que se emitió durante trece temporadas hasta 1991.
Tras casarse dos veces y tener dos hijas de sendos matrimonios, falleció el 8 de agosto de 2005, aquejada de cáncer de pulmón, a los 82 años.

## Filmografía
- Dallas (1978-1991) TV
- Our Town (1977) TV
- Spencer's Pilots (1976) TV
- The Todd Killings (1971)
- Summertree (1971)
- Journey to the Unknown (1969) TV
- Daniel Boone (1969) TV
- Dr. Kildare (1965) TV
- Death Valley Days(1962) TV
- By Love Possessed (1961)
- Alfred Hitchcock Presents (1958-1960) TV
- Branded Women (1960)
- Riverboat (1959) TV
- The Five Pennies (1959)
- The DuPont Show of the Month (1958) TV
- The United States Steel Hour (1958) TV
- Vertigo (1958)
- Playhouse 90 (1958) TV
- Studio One
- Schlitz Playhouse of Stars (1957) TV
- Campbell Playhouse (1954) TV
- Fourteen Hours (1951)
- Nash Airflyte Theatre (1950) TV
- Pulitzer Prize Playhouse (1950) TV
- Robert Montgomery Presents (1950) TV
- Panic in the Streets (1950)
- Caught (1949)
- Blood on the Moon (1948)
- I Remember Mama (1948)
- The Long Night (1947)

## Teatro

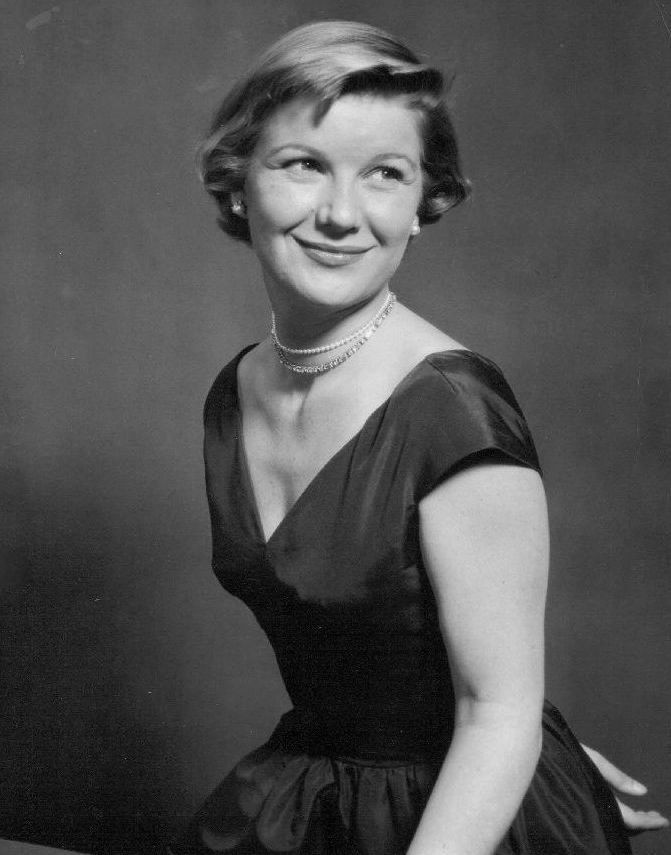
Bel Geddes en 1952

- Finishing Touches, 1973
- Everything in the Garden, 1967
- Luv, 1964
- Mary, Mary, 1961
- Silent Night, Lonely Night, 1959
- The Sleeping Prince, 1956
- Cat on a Hot Tin Roof, 1955
- The Living Room, 1954
- The Moon Is Blue, 1951
- Burning Bright, 1950
- Deep Are the Roots, 1945
- Mrs. January and Mr. X, 1944
- Nine Girls, 1943
- Little Darling, 1942
- Out of the Frying Pan, 1941

## Premios y distinciones
Premios Óscar
| Año  | Categoría               | Película          | Resultado |
| ---- | ----------------------- | ----------------- | --------- |
| 1949 | Mejor actriz de reparto | Nunca la olvidaré | Nominado  |